# Catagonus metropolitanus
Catagonus metropolitanus — вимерлий вид пекарі, відомий з плейстоцену Аргентини.

## Таксономія
Catagonus metropolitanus примітний тим, що це типовий вид роду, який містить живий вид Catagonus wagneri. Живий вид був уперше описаний у 1930 році на підставі субфосильних останків і лише в 1972 році був знайдений вченими.
Дослідження 2017 року щодо філогенетичної систематики видів Tayassuidae припускає, що Catagonus повинен містити лише C. metropolitanus. Вимерлого C. stenocephalus слід перемістити в Brasiliochoerus, а C. bonaerensis і C. carlesi слід помістити в Parachoerus. Якщо це прийняти, тоді Catagonus знову стає вимерлим родом.